# Bjørn Lomborg
Bjørn Lomborg (pronuncia danese [ˈpjɶɐ̯ˀn ˈlɔmˌpɒˀ]) (Frederiksberg, 6 gennaio 1965) è un ambientalista danese, noto per le sue posizioni conservatrici sul problema del riscaldamento globale, da lui espresse nel 1998.

## Biografia
Lomborg si è laureato in scienze politiche all'università di Aarhus nel 1991, e ha conseguito il dottorato di ricerca presso l'università di Copenaghen nel 1994.
Presso il dipartimento di scienze politiche dell'università di Aarhus ha tenuto corsi di statistica, in qualità di assistente (1994-1996) e professore associato (1997-2005).
Dal 2005 è professore aggiunto alla Copenhagen Business School, direttore del Copenhagen Consensus Centre e in passato ha ricoperto la carica di direttore dell'Environmental Assessment Institute di Copenaghen. È noto per il suo best seller L'ambientalista scettico (The Skeptical Environmentalist).
Nel 2002 Lomborg, assieme all'Environmental Assessment Institute, ha fondato il Copenhagen Consensus.
Lomborg è dichiaratamente gay e vegetariano.

## Opere

### Pubblicazioni in riviste scientifiche
Articolo su American Sociological Review sul dilemma del prigioniero del 1996.

### The Skeptical Environmentalist
Nel 1998, Lomborg pubblica sul popolare giornale danese Politken quattro articoli sulle condizioni dell'ambiente, che sollevano un acceso dibattito.
Nel 2001 pubblica il controverso libro L'ambientalista scettico, la cui tesi principale è che molte delle affermazioni e delle previsioni degli ambientalisti sono frutto di esagerazione.
Dopo la pubblicazione del libro, alcuni membri della comunità scientifica danese e internazionale lo accusarono di «disonestà scientifica». Tuttavia, nessuna accusa a carico di Lomborg è rimasta pendente a seguito di indagini.

### Smart Solutions to Climate Change
Recentemente, Lomborg sembra aver rivisto la posizione scettica precedentemente espressa. Il 30 agosto 2010, in un'intervista concessa al quotidiano The Guardian in occasione dell'uscita di un suo libro (Smart Solutions to Climate Change), Lomborg sembra aver cambiato la sua opinione sul tema del riscaldamento globale, annunciando il suo supporto all'iniziativa di spesa di «...decine di miliardi di dollari da investire nella lotta ai cambiamenti climatici globali». Lomborg, da parte sua, afferma al contrario che queste posizioni non costituiscono un cambiamento delle proprie idee in merito a questi problemi e di aver sempre coerentemente sostenuto che «...il riscaldamento globale esiste, che è causato dall'uomo ma che non moriremo tutti per questo».
Nel suo ultimo libro ha affermato di approvare l'uso di una tassa sulla CO2 per combattere i mutamenti climatici.
Il suo libro ha ricevuto un inatteso sostegno proprio dal Premio Nobel per la pace Rajendra Pachauri, presidente dell'Intergovernmental Panel on Climate Change (IPCC), che precedentemente aveva paragonato Lomborg ad Adolf Hitler.

## Pubblicazioni
- (EN) The Skeptical Environmentalist: Measuring the Real State of the World, Cambridge, Cambridge University Press, 2001, ISBN 0-521-01068-3.
  -  L'ambientalista scettico, traduzione di Valentina Pecchiar, Milano, Arnoldo Mondadori, 2003, ISBN 88-04-51227-X.
- (EN) Bjørn Lomborg (a cura di), Global Crises, Global Solutions: Priorities for a World of Scarcity, Cambridge, Cambridge University Press, 2004, ISBN 0-521-84446-0.
- (EN) Bjørn Lomborg (a cura di), How to Spend $50 Billion to Make the World a Better Place, Cambridge, Cambridge University Press, 2006, ISBN 0-521-68571-0.
- (EN) Bjørn Lomborg (a cura di), Solutions for the World's Biggest Problems: Costs and Benefit, Cambridge University Press, 2007, ISBN 978-0-521-71597-3.
«[an] overview of twenty-three of the world's biggest problems relating to the environment, governance, economics, and health and population. Leading economists provide a short survey of the state-of-the-art analysis and sketch out some policy solutions for which they provide cost-benefit ratios.»
- (EN) Cool It: The Skeptical Environmentalist's Guide to Global Warming, London, Marshall Cavendish, 2007, ISBN 978-0-462-09912-5.
  -  Stiamo freschi: perché non dobbiamo preoccuparci troppo del riscaldamento globale, traduzione di Maria Cristina Bitti, Milano, Arnoldo Mondadori, ISBN 978-88-04-58070-6.
«Se è vero che la terra sta subendo un processo di riscaldamento globale, sostiene Lomborg, a maggior ragione è necessario, per lavorare efficacemente al miglioramento della situazione, avere ben presente i dati di fatto, le cifre corrette e le migliori informazioni disponibili e, soprattutto, non farsi contagiare dalla "climate addiction", ovvero la tendenza a occuparsi in modo esclusivo del problema climatico trascurando innumerevoli altri aspetti della questione, aspetti che hanno un'importanza ben più cruciale.»
- (EN) Smart Solutions to Climate Change, Comparing Costs and Benefits, Cambridge, Cambridge University Press, novembre 2010, ISBN 978-0-521-13856-7.[5][7]
- (EN) The Nobel Laureates Guide to the Smartest Targets for the World 2016–2030, Lowell, Copenhagen Consensus Center USA, aprile 2015, ISBN 978-1-940003-11-5.
- (EN) False Alarm: How Climate Change Panic Costs Us Trillions, Hurts the Poor, and Fails to Fix the Planet, New York, Basic books, 2020, ISBN 978-1-5416-4746-6.
  -  Falso allarme: perché il catastrofismo climatico ci rende più poveri e non aiuta il pianeta, traduzione di Michele Zurlo, Roma, Fazi, 2024, ISBN 979-12-5967-577-4.